# 창저우 슝스
창저우 슝스(중국어 간체자: 沧州雄狮, 정체자: 滄州雄獅, 병음: Cāngzhōu Xióngshī)는 중국 허베이성 창저우 시를 연고로 하는 축구 클럽으로 현재 중국 슈퍼리그에 참가하고 있다.

## 역사
2001년 1월 4일에 창단된 아마추어 축구 클럽인 샤먼 둥위항(厦门东屿行)이 전신이다. 2010년 중국 아마추어 축구 리그에서 준우승을 차지했으며 2011년 2월 25일을 기해 프로 축구 클럽으로 전환되었다. 2011년 중국 을급리그에서 남구 리그 우승을 차지하였으며 플레이오프에서 3위를 차지하였다. 승강 플레이오프에서 구이저우 즈청을 승부차기 6-5로 누르고 갑급리그로 승격되었다.
2012년 12월 4일 허베이 성 스자좡 시로 연고지를 이전했으며 푸젠 쥔하오 그룹과 허베이 융창 그룹이 구단의 새로운 스폰서가 되었다.
2021년 1월 중국 갑급리그로 강등된 후 창저우 슝스로 구단 명칭을 변경하고 연고지를 스자좡 시에서 창저우(沧州) 시로 이전하였다.

## 역대 감독
| 감독        | 임기        |
| ----------- | ----------- |
| 압신 고트비 | 2016 ~ 2018 |
| 압신 고트비 | 2019 ~ 2021 |
| 자오쥔저    | 2023 ~ 2024 |